# St. Dionysius (Preußisch Oldendorf)

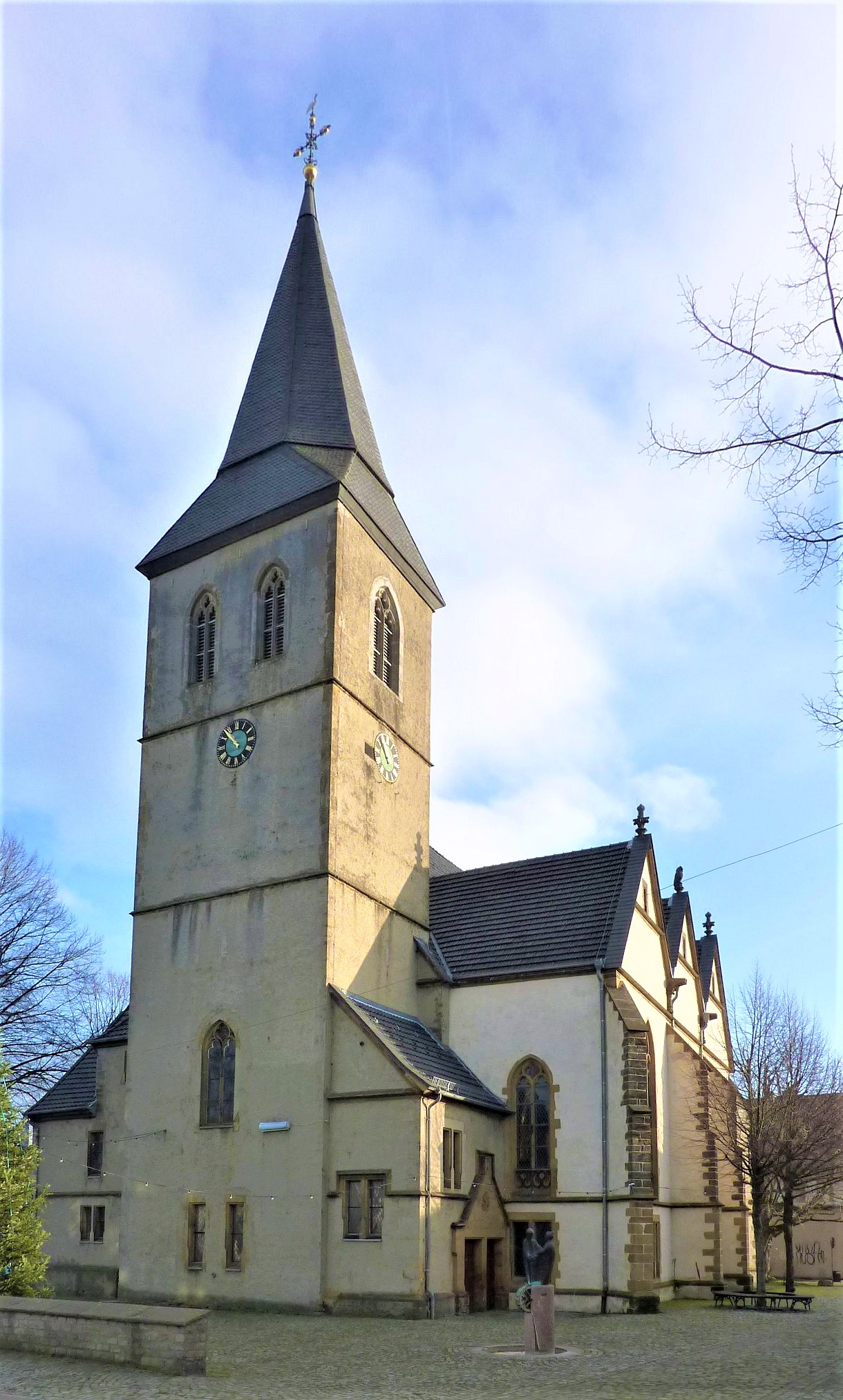
Turm und Südschiff von Südwesten

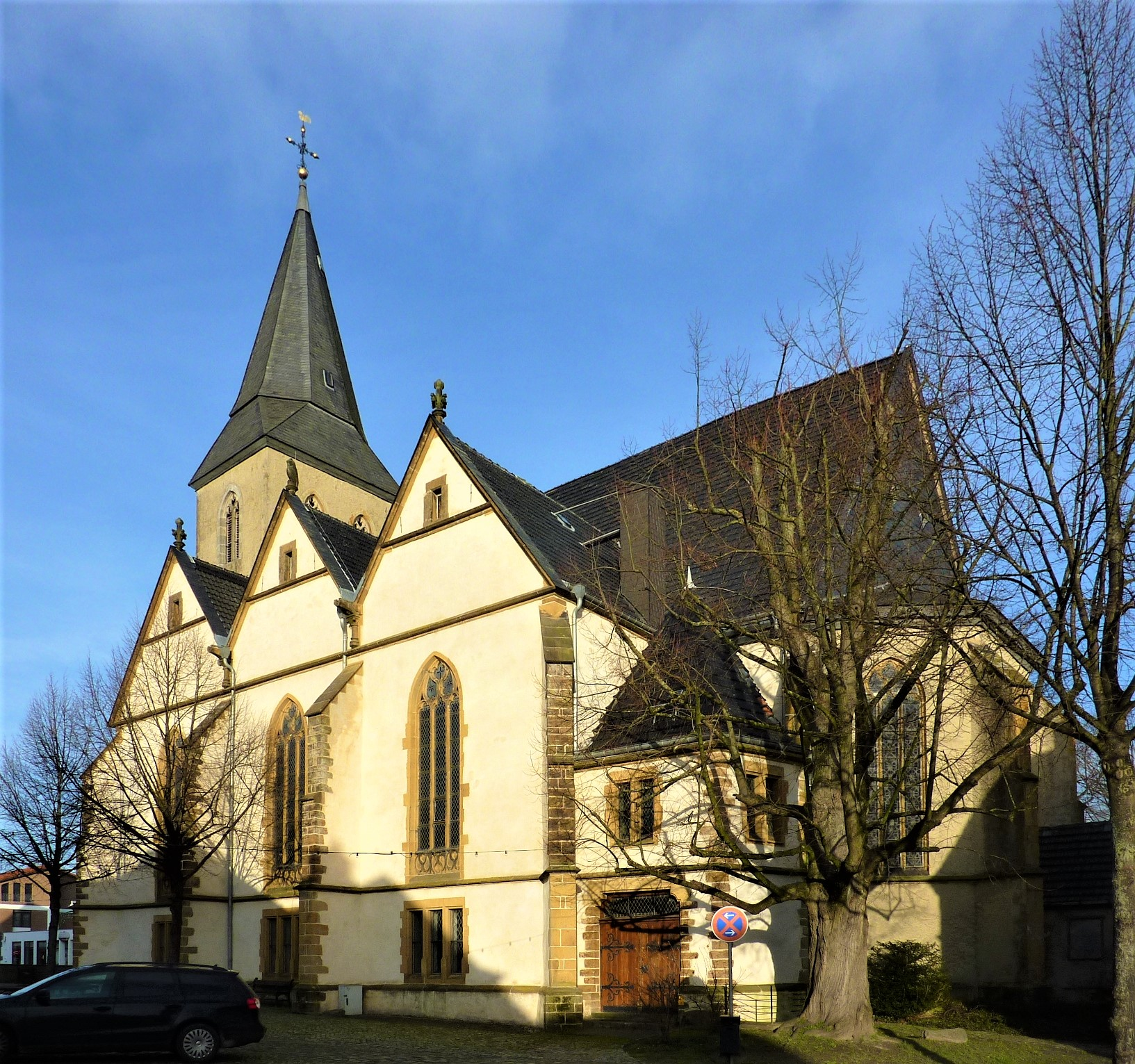
Ansicht von Südosten

Die Kirche St. Dionysius in Preußisch Oldendorf ist die Pfarrkirche der Evangelisch-lutherischen Kirchengemeinde Preußisch Oldendorf. Sie gehört zum Kirchenkreis Lübbecke der Evangelischen Kirche von Westfalen.
Das heutige Kirchengebäude wurde im 16. Jahrhundert erbaut und in den folgenden Jahrhunderten mehrmals erweitert.

## Geschichte
Eine Kirche in Oldendorf wurde im Jahr 969 erstmals urkundlich erwähnt. Gegründet worden war sie bereits zur Zeit der Christianisierung durch die Franken, womit sie die älteste Kirche in der heutigen Stadt Preußisch Oldendorf ist.

### Baugeschichte
Über die Baugeschichte der Vorgängerbauten ist nichts bekannt. Die heutige Kirche entstand 1510 im spätgotischen Stil zunächst als zweischiffige, dreijochige Hallenkirche mit Ostchor mit 5/8-Schluss, Westturm und einer zweigeschossigen Sakristei an der Nordseite des Chores. Aus dem Hauptschiff und dem deutlich schmaleren Nordschiff ergab sich ein asymmetrischer Grundriss. Im Hauptschiff und im Chor befindet sich Sterngewölbe.
Der Anbau an der Nordseite des Turmes stammt aus der Renaissance. Nach 1871 wurde der Turm erhöht. 1905/1906 wurde im Süden ein drittes, größeres Schiff angebaut, da die Kirche für die wachsende Gemeinde zu klein geworden war.
Die aus dem Mittelalter stammenden Fenster und die Schallöffnungen am Turm sind spitzbogig und teilweise mit Maßwerk ausgestattet.
Im Dezember 2019 drohte die angebaute Taufsakristei einzustürzen und wurde notgesichert. Im Januar 2020 begannen die Umgestaltungsmaßnahmen am Kirchplatz, der, nach einer Sanierung in den 1980ern, jetzt behindertengerechte Wege und barrierefreie Zugänge zur Kirchen bekommt.

### Ausstattung
Die in einen neugotischen Altaraufsatz eingesetzten Reliefs gehörten ursprünglich zu einem gotischen Schnitzaltar, der 1520, wahrscheinlich von Hinrik Stavoer, geschaffen wurde. Aus diesem Altar stammt auch eine 74 cm hohe Figur des heiligen Dionysius, dessen Patrozinium die Kirche trägt. Ebenfalls gotisch ist das steinerne Sakramentshäuschen.
Barock sind Orgelempore und Prospekt (1662) sowie das geschnitzte Taufbecken (um 1660) und ein Kronleuchter (1734).

#### Orgel
Die Orgel wurde 1972 durch die Orgelbaufirma Alfred Führer (Wilhelmshaven) in dem vorhandenen historischen Orgelgehäuse von 1665 erbaut. Das Instrument hat 22 Register auf zwei Manualen und Pedal. Die Disposition lehnt sich an diejenige des Vorgängerinstruments aus dem Jahre 1665 an, die von dem Orgelbauer Antonius Bischof (Offelten bei Pr. Oldendorf) erbaut worden war. Die Spiel- und Registertrakturen sind mechanisch. 2018 wurde die Bischof-Führer Orgel in der St.-Dionysius-Kirche von Orgelbaumeister Harm Dieder Kirschner aus Weener-Stapelmoor grundlegend saniert, nachdem Orgelfraß und verschiedene andere Schäden der Orgel stark zu schaffen machten.
| I Hauptwerk C– |              |       |
| 1.             | Quintade     | 16′   |
| 2.             | Prinzipal    | 8′    |
| 3.             | Rohrflöte    | 8′    |
| 4.             | Oktave       | 4′    |
| 5.             | Gedacktflöte | 4′    |
| 6.             | Waldflöte    | 2′    |
| 7.             | Mixtur VI    | 1 ⁄3′ |
| 8.             | Trompete     | 8′    |

| II Brustwerk C– |                 |       |
| 9.              | Holzgedackt     | 8′    |
| 10.             | Blockflöte      | 4′    |
| 11.             | Prinzipal       | 2′    |
| 12.             | Quinte          | 1 ⁄3′ |
| 13.             | Sesquialtera II | 2 ⁄3′ |
| 14.             | Scharff III     | 2⁄3′  |
| 15.             | Dulcian         | 8′    |
|                 | Tremulant       |       |

| Pedal C– |           |     |
| 16.      | Subbaß    | 16′ |
| 17.      | Oktave    | 8′  |
| 18.      | Oktave    | 4′  |
| 19.      | Nachthorn | 2′  |
| 20.      | Mixtur IV | 2′  |
| 21.      | Posaune   | 16′ |
| 22.      | Trompete  | 8′  |

- Koppeln: II/I, I/P, II/P